# Anderson Gonzaga
Anderson Gonzaga (født 29. marts 1983) er en brasiliansk fodboldspiller.